# Поверхня Річмонда

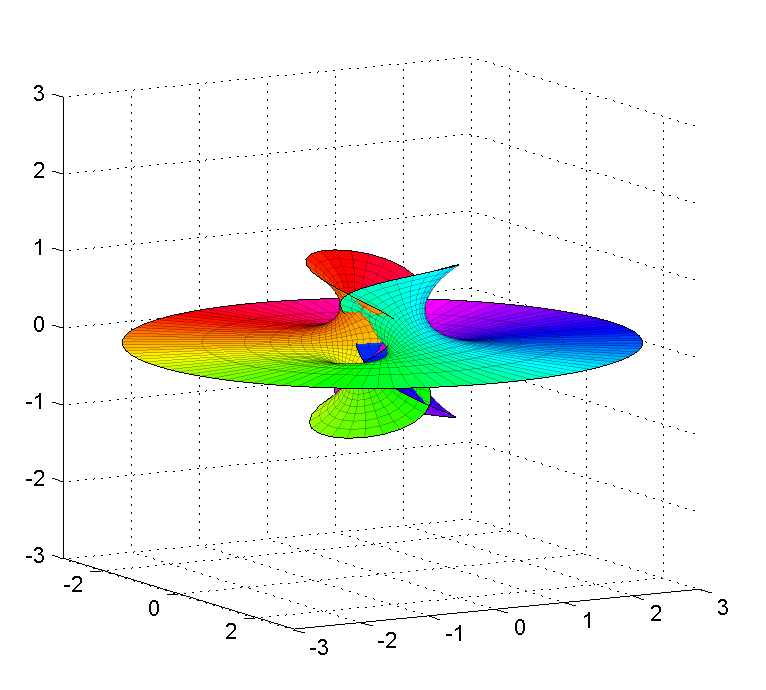
Поверхня Річмонда для m=2.

У диференціальній геометрії поверхня Річмонда — це мінімальна поверхня, вперше описана Гербертом Вільямом Річмондом у 1904 році. Насправді це ціле сімейство поверхонь з одним плоским кінцем і однією поверхнею Еннепера, подібним до самоперетинного кінця.
Поверхня має параметризацію Вейєрштрасса-Еннепера {\displaystyle f(z)=1/z^{2},g(z)=z^{m}}. Це дозволяє параметризувати на основі комплексного параметра як
{\displaystyle {\begin{aligned}X(z)&=\Re [(-1/2z)-z^{2m+1}/(4m+2)]\\Y(z)&=\Re [(-i/2z)+iz^{2m+1}/(4m+2)]\\Z(z)&=\Re [z^{m}/m]\end{aligned}}}
Асоційоване сімейство цієх поверхні — це лише поверхня, що обертається навколо осі z.
Беручи м = 2 дійсний параметричний вираз спрощується: 
{\displaystyle {\begin{aligned}X(u,v)&=(1/3)u^{3}-uv^{2}+{\frac {u}{u^{2}+v^{2}}}\\Y(u,v)&=-u^{2}v+(1/3)v^{3}-{\frac {v}{u^{2}+v^{2}}}\\Z(u,v)&=2u\end{aligned}}}